# J-POP (曲)
「J-POP」（ジェーポップ）は、Half-Lifeのシングル。

## 概要
PVの監督は、主題歌になっているドラマ「モテキ」の脚本と監督を担当した大根仁が担当。

## 収録曲
1. J-POP
テレビ東京系ドラマ24第20弾特別企画「モテキ」エンディングテーマ曲。
2. world splits in two
3. 365

| スタブアイコン | サブスタブ | この項目は、まだ閲覧者の調べものの参照としては役立たない、シングルに関連した書きかけの項目です。この項目を加筆・訂正などしてくださる協力者を求めています（P:音楽/PJ:楽曲）。 |